# Plant City
Plant City – miasto w Stanach Zjednoczonych, w stanie Floryda, w hrabstwie Hillsborough.